# Регресия (психология)
Регресията е защитен механизъм според Зигмунд Фройд.
Тя е повече или по-малко дълготрайно възприемане на нагласи и поведение, характерни за по-ниско възрастово ниво. Този термин не предполага връщане към минало поведение, а към състояние на по-малка зрялост. Той не означава, че се появява отново поведение, което е наблюдавано по-рано в психологическото минало на субекта, а че той се държи типично като по-млад индивид. Това движение назад към предишен стадий на развитието се наблюдава редовно, когато действителността налага някаква фрустрация. Например малко дете, което временно е разделено с майка си, не се храни само и приема само полутечна храна. Енурезата или появата отново на „бебешкия език“, които често съвпадат с раждането на братче или сестриче, са видове регресивно поведение. При възрастния, който е неспособен да реши конфликтите си, понякога се задейства същият механизъм, представляващ бягство от действителността и алиенация на личността.
Понятието за регресия приема, че когато е изправен пред конфликт, стрес и особено фрустрация, човек може да се върне към по-ранен етап от живота, в който е имал сигурност, за да избегне настоящия конфликт или стрес. Фройд идентифицира два типа регресия. При обектната регресия фрустриран човек, опитващ се да получи удовлетворение от обект (или човек), може да се върне за това при обект (човек), от който преди се е получавало удовлетворяването. При регресията на драйва човек, фрустриран по един драйв, може да получи удовлетворяване, като работи за удовлетворяването на друг драйв.